# 天主教德布勒森–尼賴吉哈佐教區
天主教德布勒森–尼賴吉哈佐教區（拉丁語：Dioecesis Debrecenensis-Nyiregyhazana）是羅馬天主教在匈牙利的一個教區。屬埃格爾總教區。
教區範圍包括豪伊杜-比豪爾州和索博爾奇-索特馬爾-貝拉格州。2006年有教友250,000人，佔轄區總人口21.8%。教區下轄57個堂區，有94名司鐸。現任主教為南多爾·博沙克。
1993年5月31日自埃格爾總教區及塞格德–喬納德教區分出。